# Nguyễn Vũ Phong

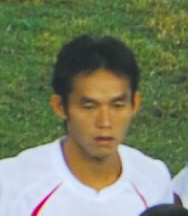
Nguyễn Vũ Phong

Nguyễn Vũ Phong (* 18. Dezember 1985) ist ein vietnamesischer Fußballspieler. Phong steht seit 2006 bei Becamex Bình Dương in der V-League unter Vertrag und ist auch in der vietnamesischen Nationalmannschaft aktiv. 2007 gewann der Mittelfeldspieler mit Bình Dương den vietnamesischen Supercup.
Im selben Jahr repräsentierte er sein Land bei der Fußball-Asienmeisterschaft und erreichte mit der vom Österreicher Alfred Riedl trainierten Mannschaft das Viertelfinale.